# Silbaš
Silbaš (cyr. Силбаш) – wieś w Serbii, w Wojwodinie, w okręgu południowobackim, w gminie Bačka Palanka. W 2011 roku liczyła 2467 mieszkańców.